# Stadland
Stadland é um município da Alemanha localizado no distrito de Wesermarsch, estado da Baixa Saxônia.